# Mazahua
Le mazahua (jñatrjo ou jñatjo en mazahua) est une langue otomie parlée dans le Sud-Ouest de l'État de Mexico, au Mexique.

## Classification
Le mazahua est une langue amérindienne qui appartient au groupe otomi de la famille des langues oto-mangues. Les langues otomies sont, à l'intérieur de l'oto-mangue, rattachées aux langues oto-pames.
Le mazahua est aussi parlé, dans une variété différente, dans l'Oaxaca.

## Variétés
Le mazahua comporte deux variétés :
- le mazahua central (ou masawa, mazahua de oriente, mazahua oriental[1]) qui comprend les dialectes de Atlacomulco-Temascalcingo, San Miguel Tenoxtitlán et Santa María Citendejé-Banos[3].
- le mazahua occidental (ou michoacán, mazahua de occidente[2]).

## Écriture
Le mazahua est écrit avec l’alphabet latin et plusieurs orthographes existent.
L’orthographe de la SIL date de 1935 et utilise notamment les lettres avec tréma pour les voyelles gutturales et les lettres avec tilde pour les voyelles nasales.
| a | b | ch | d | e | g | i | j | k | l | m | n | ñ | o | p | r | s | t | u | x | y | z |

L’orthographe de 1989 utilisée par le gouvernement utilise les lettres suivantes :
- voyelles: ‹ a, e, i, o, u › ;
- voyelles nasales : ‹ a̱, e̱, i̱, o̱, u̱ ›
- voyelles glottales : ‹ a’, e’, i’, o’ › ;
- voyelles ouvertes ou gutturales : ‹ ⱥ, ɇ, ø, ꞹ, ꞹ̱ › ou alternativement ‹ á, ú › ;
- les voyelles longues sont indiquées en doublant la lettre ;
- consonnes : ‹ b, ch, d, g, j, k, l, m, n, ñ, p, r, s, t, ts, x, y, z, zh ›.
- consonnes comp

L’accent aigu est utilisé pour distinguer les mots différents selon la syllabe portant l’accent tonique.
Une orthographe simplifiant celle de 1989 pour l’usage sur ordinateur, notamment presentée par Rufino Benítez Reyna en 2002, remplace les voyelles nasales ‹ a̱, e̱, i̱, o̱, u̱ › par ‹ ä, ë, ï, ö, ü ›, et remplace les voyelles gutturales ‹ ⱥ, ꞹ › par ‹ á, ú › et supprime les autres voyelles barrées ‹ ɇ, ø › représentant des voyelles ouvertes pour utiliser ‹ e, o ›. Cettre orthographe simplifie aussi l’usage de l’apostrophe pour le coup de glotte la suppriment entre voyelles, dans les digrammes ou trigrammes ‹ ch’, k’, p’, s’, ts › ou ‹ b’, d’, t’, tr’ › devant des voyelles gutturales.
| Normes                      | SIL, 1935 | Norme de 1989 | Système de Michoacán, 2002 | Proposition de 2015 | Proposition de 2018 |
| --------------------------- | --------- | ------------- | -------------------------- | ------------------- | ------------------- |
| Voyelles                    | a         | a             | a                          | a                   | a                   |
| Voyelles                    | e         |               |                            |                     |                     |
| Voyelles                    | i         |               |                            |                     |                     |
| Voyelles                    | o         |               |                            |                     |                     |
| Voyelles                    | u         |               |                            |                     |                     |
| Voyelles gutturales         | ä         | ⱥ             | á                          | ë                   | á                   |
| Voyelles gutturales         | ë         | ɇ             | (e)                        | é                   | é                   |
| Voyelles gutturales         | ö         | ø             | (o)                        | ó                   | ó                   |
| Voyelles gutturales         | ü         | ꞹ             | ú                          | ï                   | ú                   |
| Voyelles nasales            | ã         | a̱             | ä                          | a̱                   | ä                   |
| Voyelles nasales            | ẽ         | e̱             | ë                          | e̱                   | ë                   |
| Voyelles nasales            | ĩ         | i̱             | ï                          | i̱                   | ï                   |
| Voyelles nasales            | õ         | o̱             | ö                          | o̱                   | ö                   |
| Voyelles nasales            | ũ         | u̱             | ü                          | u̱                   | ü                   |
| Voyelles gutturales nasales |           | ꞹ̱             |                            | ï̱                   | í                   |

## Phonologie
Les tableaux présentent les phonèmes du mazahua.

### Voyelles
|         | Antérieure | Centrale | Postérieure |
| ------- | ---------- | -------- | ----------- |
| Fermée  | i [i]      | ʉ [ʉ]    | u [u]       |
| Moyenne | e [e] ø[ø] |          | o [o]       |
| Ouverte | ɛ [ɛ]      | a [a]    | ɔ [ɔ]       |

### Nasalisation
Le mazahua possède, en plus des voyelles orales, une série de voyelles nasales, bien que toutes les voyelles ne puissent pas être nasalisées. Ce sont [ĩ], [ẽ], [õ], [ã], [ũ] et [ʉ̃].

### Consonnes
|               |               | Bilabiale | Alvéolaire | Palatale  | Vélaire | Labio-vél. | Glottale |
| ------------- | ------------- | --------- | ---------- | --------- | ------- | ---------- | -------- |
| Occlusives    | Sourdes       | p [p]     | t [t]      |           | k [k]   | kw [kʷ]    | ʔ [ʔ]    |
| Occlusives    | Sonores       | b [b]     | d [d]      |           | g [g]   | gw [gʷ]    |          |
| Fricatives    | Sourdes       |           | s [s]      | ʃ [ʃ]     |         | h [h]      |          |
| Fricatives    | Sonores       |           | z [z]      | ʒ [ʒ]     |         |            |          |
| Affriquées    | Affriquées    |           | ts [t͡s]    | tʃ [ t͡ʃ ] |         |            |          |
| Nasales       | Nasales       | m [m]     | n [n]      | ɲ [ɲ]     |         |            |          |
| Liquides      | Liquides      |           | l [l]      |           |         |            |          |
| Roulées       | Roulées       |           | r [r]      |           |         |            |          |
| Semi-voyelles | Semi-voyelles | w [w]     |            |           |         | j [j]      |          |

### Langue tonale
Le mazahua est une langue tonale qui possède trois tons, haut, bas et descendant.